# Onykia
Onykia is een geslacht van inktvissen uit de familie van de Onychoteuthidae.

## Soorten
- Onykia aequatorialis (Thiele, 1920)
- Onykia appelloefi (Pfeffer, 1900)
- Onykia carriboea Lesueur, 1821
- Onykia indica Okutani, 1981
- Onykia ingens (E. A. Smith, 1881)
- Onykia loennbergii (Ishikawa & Wakiya, 1914)
- Onykia robsoni (Adam, 1962)
- Onykia robusta (Verrill, 1876)